# 徹奇角
徹奇角（英語：Cape Church），是南極洲的海岬，位於葛拉漢地東岸的鮑曼海岸，處於阿爾曼冰川以北的塞利格曼灣，在1940年由美國研究隊拍攝空中照片，現時由南極條約體系管理。